# Британский национальный космический центр
Британский национальный космический центр (англ. British National Space Centre) — британский правительственный орган, отвечающий за космические исследования, основан в 1985 году. 1 апреля 2010 года вместо него было создано Космическое агентство Великобритании. 
Космическая программа страны концентрируется на исследованиях при помощи радиотелескопов, спутниковых телекоммуникациях, участии в системах GPS и Galileo. Единственный запуск спутника произведён в 1971 году с космодрома в Австралии, пилотируемые полёты никогда не рассматривались и официально не одобрялись (все летавшие в космос британские подданные делали это как участники в личном качестве космических программ США и России). Персонал центра — 50 сотрудников, прикомандированных от министерств и ведомств (в том числе силовых), бюджет — 207 млн ф. ст. в год. Руководитель — Дэвид Уильямс.